# Ооліти

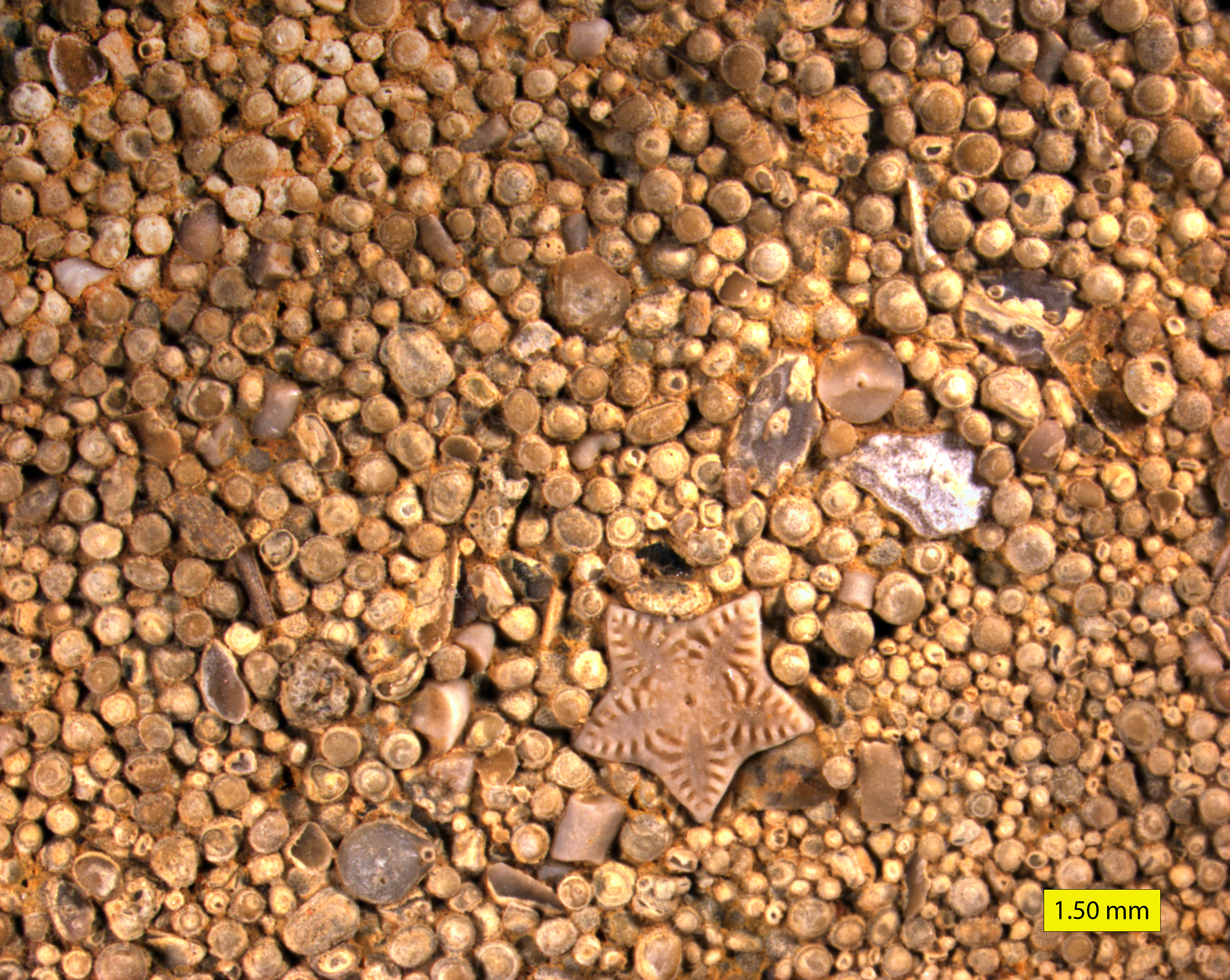
Ооліти на поверхні вапняка

Оолі́ти (рос. оолиты, англ. oolites, egg-stones; нім. Oolithe m pl) — мінеральні утворення, дрібні (від сотих часток міліметра до 2,5 см) стяжки діаметром кілька міліметрів, зазвичай більш-менш кулястої форми і концентрично-шкаралупчастої та радіально-променистої будови. Бувають вапнисті, залізисті, марганцеві тощо. Ооліти подекуди утворюють промислові родовища. Залізисті ооліти — різновид залізних руд (т. зв. бобова руда).

## Види
Розрізняють два типи оолітів:
- Екстооліти (англ. extoolithe) — щільні утворення, що оточують ядро (мінеральне зерно та ін.) і є переважно круглими.
- Ентооліти (англ. entoolithe) утворюються з бульбоподібної оболонки, шляхом інфільтрації речовини всередину, що повністю або частково заповнює ооліт кристалічною масою. Ентооліти характеризуються більш циліндричною, бобоподібною або бочковидною фігурою. Інфільтрація речовини всередину вважається «інкрустацією» ядра[1].